# Dorsibranchus longispinis
Dorsibranchus longispinis is een uitgestorven borstelworm. De naam is een nomen dubium.
De wetenschappelijke naam van de soort werd in 1885 gepubliceerd door Wagner.